# Urma (przedsiębiorstwo)
Urma Sp. z o.o. – przedsiębiorstwo wydawnicze założone przez Jerzego Urbana. Wydawca pisma Dziś oraz tygodnika NIE. Po śmierci Urbana spółką kierowała jego żona Małgorzata Daniszewska